# 세밀루키

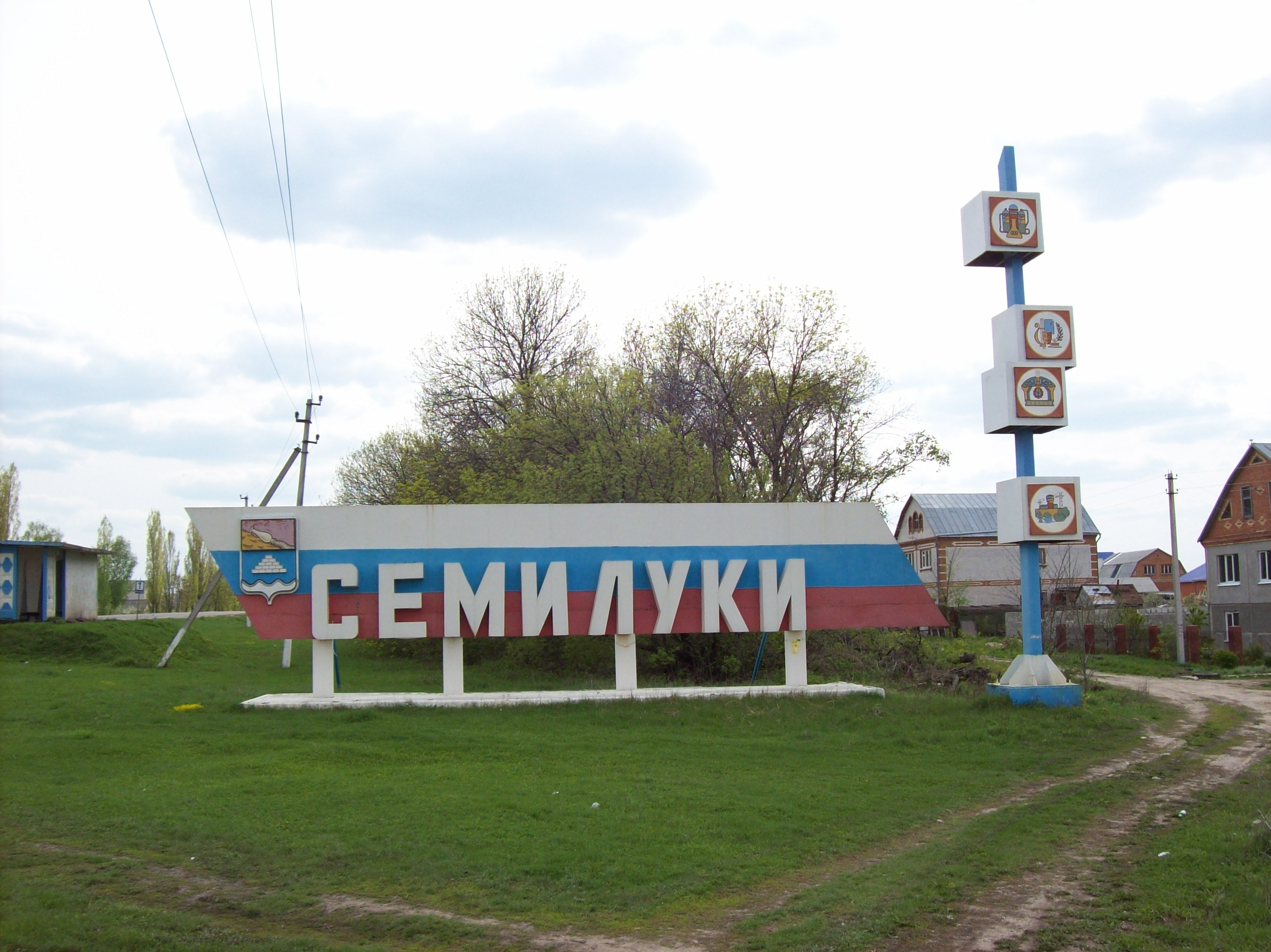

세밀루키(러시아어: Семилуки)는 보로네시 주에 위치한 도시로 돈강에 접해 있다. 인구는 2만2,400명 (2002년)이다.

## 인구
1894년에 철도역에서 가까운 곳에 지어졌고 가까운 마을의 이름을 따서 붙여졌다. 1929년에 불연성 물질 공장 개척지로 계획되었고 이곳에 공장이 지어졌다. 1931년에 세밀루키는 세밀룩스키 군의 주도가 되었다. 1942년 7월에 나치 독일이 이곳을 점령했다. 1943년 1월 25일에 자유로워졌지만, 불연성 물질 공장의 90%는 나치에 의해 파괴되었다. 1954년 이후에는 도시로 등록되었다.